# Maître Gims
Maître Gims [mɛtʁə ɡims], ook wel Gims, pseudoniem van Gandhi Djuna (Kinshasa, 6 mei 1986), is een Frans-Congolees zanger, rapper, muziekproducent en componist. Hij staat sinds 2003 bekend als lid van het Franse rapcollectief Sexion d'Assaut, maar vergaart ook bekendheid als soloartiest. Zijn zangstijl geeft zijn stem een grote herkenbaarheid en is mee bepalend voor het geluid en de successen van Sexion d'Assaut en het werk van de artiesten waarmee hij samenwerkt. In Nederland en Vlaanderen bereikte Maître Gims voor het eerst de hitlijsten in 2013, met zijn single J'me tire.

## Biografie
Gandhi Djuna is de zoon van de Congolese zanger Djanana Djuna, vocalist uit de band van Papa Wemba. In 1988, toen Gandhi twee jaar oud was, verhuisde hij met zijn familie mee naar Parijs. Zijn broer Dadju is eveneens bekend zanger in Frankrijk.

### Sexion D'assaut
Onder het pseudoniem Maître Gims of simpelweg Gims (gestileerd als GIMS) was Djuna onderdeel van de Franse rapformatie Sexion d'Assaut. De groep brak in 2010 in Frankrijk door met de single Desolé, waarop Gims het refrein zong. Desolé is onderdeel van het album L'ecole des point vitaux. Het album haalde de diamanten status in Frankrijk
In 2011 bracht de groep de mixtape Les chroniques du .75, en attend l'apogée uit. Op de mixtape staat onder andere de single Noir van Gims, de videoclip behorende bij het nummer is meerdere malen verwijderd van YouTube. In 2012 bracht het collectief haar laatste album, getiteld L'Apogée, uit. Het album haalde dubbel diamant in Frankrijk. Gims is met Sexion d'Assaut te horen op hits als Ma direction, Balader, Avant qu'elle parte en Disque d'or.
De groep beloofde een terugkeer te maken in begin jaren 2020 met een nieuw album. In 2022 tourde het rapcollectief door Frankrijk, met onder andere twee data in de Defense arena. Op 14 mei 2022 stond de uitgave van het album Le retour des rois gepland, het album is uiteindelijk nooit uitgebracht door problemen met het oude label van de groep.

### Solocarrière
In 2013 bracht hij zijn eerste soloalbum Subliminal uit. De single J'me tire werd in Frankrijk een grote hit en stond in 2013 gedurende vier weken aan kop van de hitparade. Ook in België, Nederland en Zwitserland behaalde dit nummer hoge plaatsen in de hitparades. Zijn tweede album Mon cœur avait raison (2015) en zijn derde album Ceinture noire (2018) werden in de Franstalige landen eveneens een groot succes. Alle drie de albums zijn met een dubbele diamanten schijf gecertificeerd in Frankrijk. Gims is de eerste Franse rapper die een dubbele diamanten schijf kreeg toegekend. Elk album bevat minimaal één nummer 1-hit in de Franse hitlijsten.
Gims' vierde studioalbum, getiteld Le Fléau, kwam uit in december 2021. Het album werd gepromoot als 100% rap-album, toch vielen veel nummers van het album buiten het rapgenre, wat leidde tot veel kritiek. Ondanks dat er twee heruitgaven van het album zijn uitgebracht, is het album 'slechts' dubbel platinum gecertificeerd in Frankrijk. Het album LDVM (Les Derniers Volontes du Mozart) dat uitgebracht werd in 2022 was eveneens geen succes. Het album behaalde een half jaar na de uitgave pas de gouden status in Frankrijk.
Gims is aanwezig op de soundtrack van het WK voetbal 2022 met het nummer Arhbo. In 2023 bracht Gims samen met Ozuna, Sferra Ebasta en Aribeatz het nummer Mirage uit. Een jaar later scoorde hij in Franstalig Europa een hit met Loco.
GIMS werkte gedurende zijn carrière samen met grote artiesten als Pitbull, Sia, Lil wayne, Ozuna en Carla Bruni.

### Privéleven
Djuna is met twee vrouwen getrouwd: een Franse die woont in Marokko en moeder is van twee van zijn kinderen. Met deze vrouw is hij niet samen, maar de scheiding is nooit officieel gemaakt. Daarnaast is hij sinds 2005 getrouwd met een Frans-Malinese, Demdem, hiermee heeft hij eveneens twee kinderen. Hij brengt zijn tijd in beide landen, Frankrijk en Marokko, door. Ook is hij sinds 2004 bekeerd tot de islam. Door zijn polygamie is hem de Franse nationaliteit ontnomen in 2018.

## Artistieke achtergrond
De muziek van Maître Gims bevat invloeden vanuit de hiphop en dancemuziek in combinatie met een vleugje pop en latino.
Voordat zijn eerste album uitkwam, vergeleek het magazine Les Inrocks Maître Gims met voetballer Lionel Messi door zijn veelzijdigheid: "Gims bezit een geheel arsenaal. Hij zingt, rapt, componeert en produceert." Op zijn eerste album omschrijft de artiest zijn momenten van voor- en tegenspoed. Tijdschrift Libération concludeerde: "Hij houdt geen blad voor de mond."

## Discografie

### Albums
| Album met eventuele hitnotering(en) in de Nederlandse Album Top 100 | Datum van verschijnen | Datum van binnenkomst | Hoogste positie | Aantal weken | Opmerkingen |
| ------------------------------------------------------------------- | --------------------- | --------------------- | --------------- | ------------ | ----------- |
| Subliminal                                                          | 2014                  | 08-02-2014            | 72              | 3            |             |
| Mon cœur avait raison                                               | 2015                  | 05-09-2015            | 40              | 2            |             |
| Ceinture noire                                                      | 2018                  | 31-03-2018            | 93              | 1            |             |

| Album met hitnotering(en) in de Vlaamse Ultratop 200 albums | Datum van verschijnen | Datum van binnenkomst | Hoogste positie | Aantal weken | Opmerkingen |
| ----------------------------------------------------------- | --------------------- | --------------------- | --------------- | ------------ | ----------- |
| Subliminal                                                  | 2013                  | 01-06-2013            | 47              | 28           |             |
| Mon cœur avait raison                                       | 2015                  | 05-09-2015            | 24              | 43           |             |
| Ceinture noire                                              | 2018                  | 31-03-2018            | 28              | 32           |             |

### Singles
| Single met eventuele hitnotering(en) in de Nederlandse Top 40 | Datum van verschijnen | Datum van binnenkomst | Hoogste positie | Aantal weken | Opmerkingen                |
| ------------------------------------------------------------- | --------------------- | --------------------- | --------------- | ------------ | -------------------------- |
| J'me tire                                                     | 15-03-2013            | 12-10-2013            | 7               | 30           | Nr. 5 in de Single Top 100 |
| Zombie                                                        | 2014                  | 08-03-2014            | tip14           | -            |                            |
| Est-ce que tu m'aimes?                                        | 2015                  | 20-06-2015            | tip15           | -            |                            |

| Single met hitnotering(en) in de Vlaamse Ultratop 50 | Datum van verschijnen | Datum van binnenkomst | Hoogste positie | Aantal weken | Opmerkingen                    |
| ---------------------------------------------------- | --------------------- | --------------------- | --------------- | ------------ | ------------------------------ |
| J'me tire                                            | 15-03-2013            | 11-05-2013            | 4               | 19           |                                |
| Bella                                                | 06-05-2013            | 13-07-2013            | tip6            | -            |                                |
| One shot                                             | 10-06-2013            | 24-08-2013            | tip7            | -            | met Dry                        |
| Ça marche                                            | 07-10-2013            | 16-11-2013            | tip59           | -            | met Yassin De La Vegà          |
| Game over                                            | 23-09-2013            | 30-11-2013            | tip68           | -            | met Vitaa                      |
| Zombie                                               | 2014                  | 01-03-2014            | tip39           | -            |                                |
| Est-ce que tu m'aimes ?                              | 01-05-2015            | 20-06-2015            | 19              | 15           |                                |
| Je te pardonne                                       | 2015                  | 30-04-2016            | tip             | -            | met Sia                        |
| La même                                              | 09-03-2018            | 19-05-2018            | 21              | 16           | met Vianney                    |
| Corazón (Remix)                                      | 29-06-2018            | 07-07-2018            | tip             | -            | met Lil Wayne & French Montana |
| Gotta get back my baby                               | 28-09-2018            | 03-11-2018            | tip             | -            | met Sting & Shaggy             |
| Hola señorita                                        | 26-04-2019            | 08-06-2019            | tip24           |              | met Maluma                     |
| Reste                                                | 2019                  | 28-09-2019            | tip             |              | met Sting                      |
| Dernier métro                                        | 2020                  | 28-11-2020            | tip             |              | met Kendji Girac               |

### NPO Radio 2 Top 2000
| Nummer met noteringen in de NPO Radio 2 Top 2000 | '14  | '15  | '16  |
| ------------------------------------------------ | ---- | ---- | ---- |
| J'me tire                                        | 1233 | 1387 | 1926 |

1. ↑  Een vetgedrukt getal geeft de hoogste notering aan.
2. ↑  2014 was het eerste jaar met een notering voor dit nummer.
3. ↑  Deze tabel is bijgewerkt tot en met de meest recente editie (2024).